# Salah

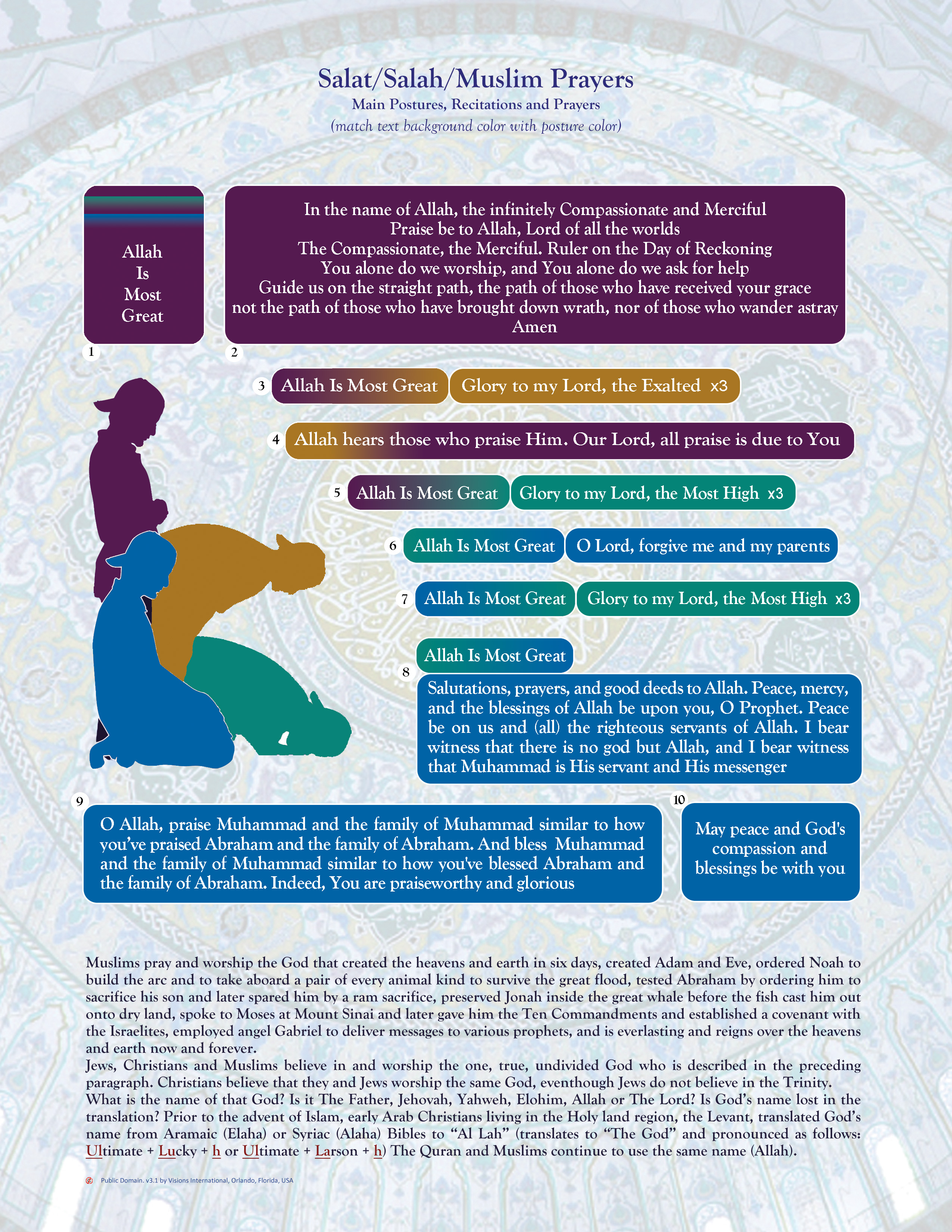
Bốn tư thế salat chính và các lời cầu nguyện với trích dẫn liên quan.

Salāh (tiếng Ả Rập: صلاة ṣalāh or gengen: ṣalāt; pl. صلوات ṣalawāt) là một trong năm trụ cột của đức tin đạo Hồi và một nhiệm vụ tôn giáo bắt buộc đối với mọi tín đồ Hồi giáo. Đó là một hành động thể chất, tinh thần và tâm linh thờ phượng được thực hiện năm lần mỗi ngày vào các thời điểm quy định. Trong nghi thức này, các tín đồ bắt đầu đứng, cúi chào, lạy, và kết thúc trong khi đang ngồi trên mặt đất. Trong mỗi tư thế, các tín đồ đọc thuộc lòng hoặc đọc một câu thơ, cụm từ và những lời cầu nguyện nhất định. Từ salat thường được dịch là cầu nguyện, nhưng định nghĩa này có thể gây nhầm lẫn. Hồi giáo sử dụng các từ "Dua" hoặc "Supplication" khi đề cập đến định nghĩa chung về những lời cầu nguyện, ý nghĩa chúng là "kiến nghị tôn kính với Chúa Trời."
Việc rửa tội theo nghi lễ sẽ được thực hiện trước salat.
Salat gồm sự lặp lại của một đơn vị gọi là một rakʿah (số nhiều. rakaʿāt) bao gồm các hành động và các từ ngữ theo quy định. Số lượng bắt buộc (fard) rakaʿāt thay đổi từ hai đến bốn theo thời gian trong ngày hoặc các trường hợp khác (như cầu nguyện giáo đoàn trong ngày Thứ sáu có hai rakats). Cầu nguyện là bắt buộc đối với tất cả những người Hồi giáo, ngoại trừ những thiếu niên, phụ nữ có kinh nguyệt, hoặc phụ nữ đang gặp chảy máu trong 40 ngày sau khi sinh con.

## Từ nguyên học
Salat (ṣalāh) là một từ tiếng Ả Rập có nghĩa cơ bản là "lạy, tôn kính, thờ cúng, cầu nguyện." Trong cách sử dụng tiếng Anh của nó, nghĩa của từ này được hầu như luôn luôn giới hạn trong việc cầu nguyện Hồi giáo bắt buộc được mô tả trong bài viết này.

## Mục đích và tầm quan trọng

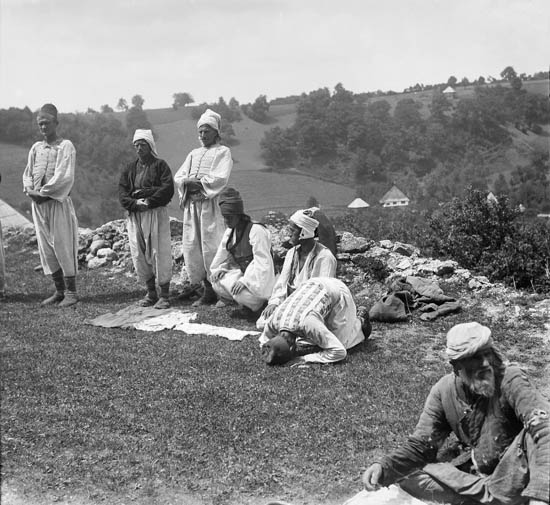
Người Bosnia cầu nguyện trên đồng trống, khoảng 1906

## Chuẩn bị

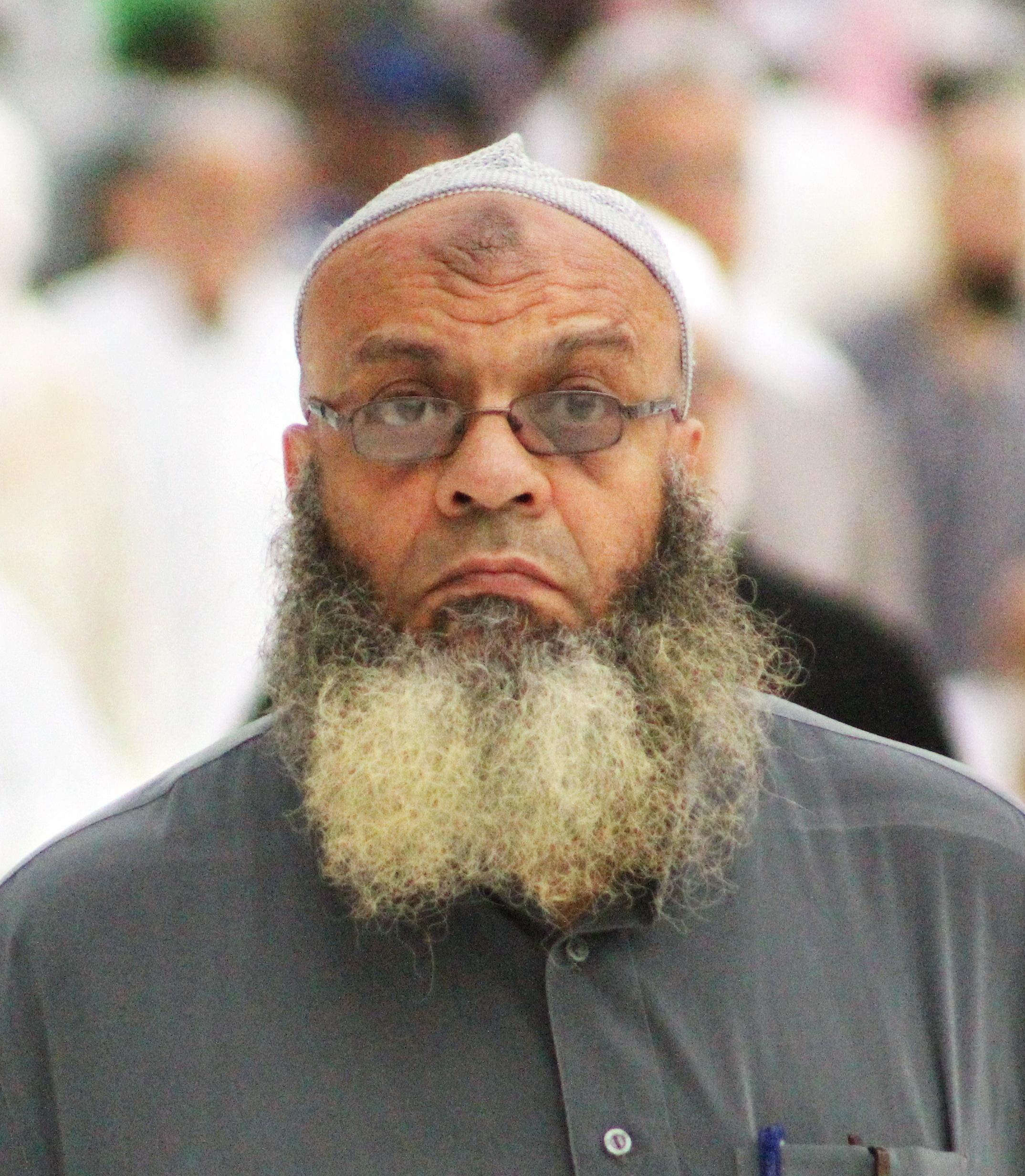
Một khách hành hương tại Masjid al-Haram với vết cầu nguyện trên trán, gây ra bởi sự ma sát tạo ra do tiếp xúc lặp đi lặp lại của trán với thảm cầu nguyện trong nghi lễ Salat.

### Độ sạch sẽ và quần áo
Đạo Hồi khuyến cáo salat cần được thực hiện trong một môi trường thật sạch sẽ. Khi cầu nguyện, cần mặc những bộ quần áo và nơi cầu nguyện phải sạch. Cả nam giới và phụ nữ được yêu cầu che thân (awrah) bằng quần áo rộng rãi vừa phải. Câu ngạn ngữ nổi tiếng hay hadith của al-Nawawi nói rằng "tinh khiết là một nửa đức tin" minh họa cách Hồi giáo đã kết hợp và sửa đổi các quy định hiện hành của sự tinh khiết trong hệ thống tôn giáo của mình.

## Sách tham khảo
- Naasir-ud-Deen Al-Albani, Muhammad (1993). The Prophet's prayer described (ấn bản thứ 1). Malaysia: Al-Haneef Publications. tr. 15.